# Oldeholtpade
Oldeholtpade est un village situé dans la commune néerlandaise de Weststellingwerf, dans la province de la Frise. Le 1er janvier 2009, le village comptait 1 078 habitants.